# Amblyseius arcus
Amblyseius arcus är en spindeldjursart som beskrevs av De Leon 1966. Amblyseius arcus ingår i släktet Amblyseius och familjen Phytoseiidae. Inga underarter finns listade i Catalogue of Life.